# 蒂卡萊峰

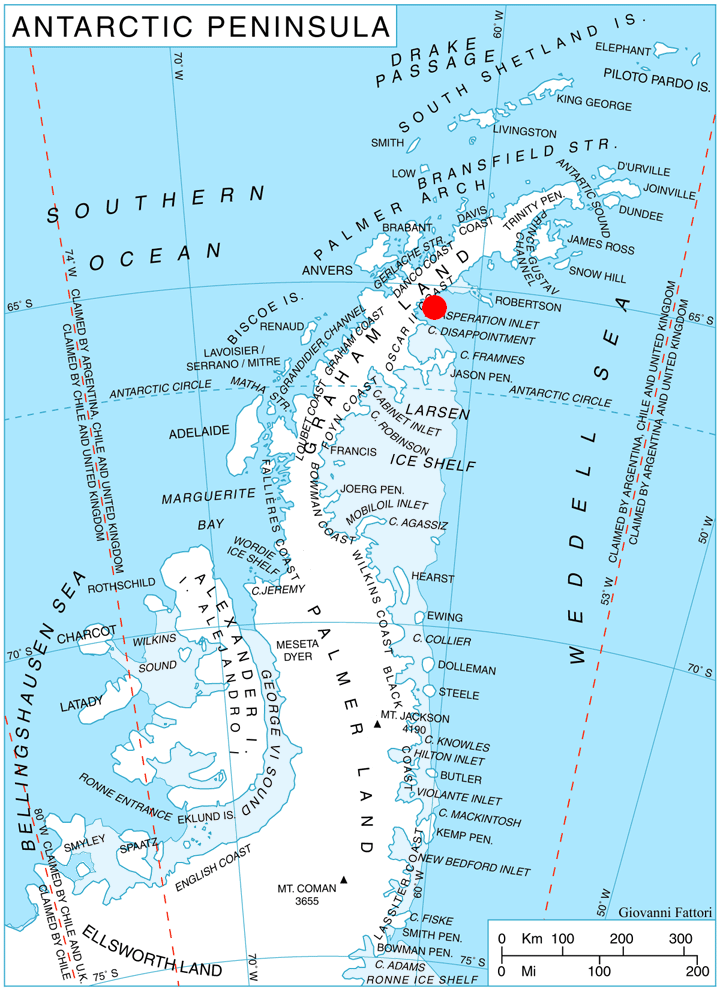

蒂卡萊峰（英語：Tikale Peak）是南極洲的山峰，位於葛拉漢地的布拉戈耶夫格勒半島，處於庫尼諾角以北5.5公里、拉夫諾戈爾峰東南面5.55公里和佛恩角西北面9.85公里，以保加利亞南部鄉鎮命名。

## 外部連結
- Tikale Peak. （页面存档备份，存于） SCAR Composite Antarctic Gazetteer.

65°11′44″S 61°47′03″W / 65.19556°S 61.78417°W